# Хонгконг на Светском првенству у атлетици на отвореном 2017.
Хонгконг је учествовао на Светском првенству у атлетици на отвореном 2017. одржаном у Лондону од 4. до 13. августа шеснаести пут, односно учествовао је на свим првенствима до данас. Репрезентацију Хонгконга представљала је 1 такмичарка која се такмичила у ходању на 20 километара.,.
На овом првенству такмичарка Хонгконга није освојила ниједну медаљу али је оборила национални и лични рекорд.

## Учесници
Жене:
- Сју Нга Ђинг — 20 км ходање

## Резултати

### Жене
| Атлетичарка  | Дисциплина   | Лични рекорд | Финале         | Финале       | Детаљи |
| Атлетичарка  | Дисциплина   | Лични рекорд | Резултат       | Место        | Детаљи |
| ------------ | ------------ | ------------ | -------------- | ------------ | ------ |
| Сју Нга Ђинг | 20 км ходање | 1:35:13 НР   | 1:35:04 НР, ЛР | 35 / 52 (61) |        |